# Lamprosema costipunctalis
Lamprosema costipunctalis là một loài bướm đêm trong họ Crambidae.